# Saint Suttle
 (décembre 2023).
La mise en forme du texte ne suit pas les recommandations de Wikipédia : il faut le « wikifier ».
Les points d'amélioration suivants sont les cas les plus fréquents. Le détail des points à revoir est peut-être précisé sur la page de discussion.
- Les titres sont pré-formatés par le logiciel. Ils ne sont ni en capitales, ni en gras.
- Le texte ne doit pas être écrit en capitales (les noms de famille non plus), ni en gras, ni en italique, ni en « petit »…
- Le gras n'est utilisé que pour surligner le titre de l'article dans l'introduction, une seule fois.
- L'italique est rarement utilisé : mots en langue étrangère, titres d'œuvres, noms de bateaux, etc.
- Les citations ne sont pas en italique mais en corps de texte normal. Elles sont entourées par des guillemets français : « et ».
- Les listes à puces sont à éviter, des paragraphes rédigés étant largement préférés. Les tableaux sont à réserver à la présentation de données structurées (résultats, etc.).
- Les appels de note de bas de page (petits chiffres en exposant, introduits par l'outil «  Source ») sont à placer entre la fin de phrase et le point final[comme ça].
- Les liens internes (vers d'autres articles de Wikipédia) sont à choisir avec parcimonie. Créez des liens vers des articles approfondissant le sujet. Les termes génériques sans rapport avec le sujet sont à éviter, ainsi que les répétitions de liens vers un même terme.
- Les liens externes sont à placer uniquement dans une section « Liens externes », à la fin de l'article. Ces liens sont à choisir avec parcimonie suivant les règles définies. Si un lien sert de source à l'article, son insertion dans le texte est à faire par les notes de bas de page.
- La présentation des références doit suivre les conventions bibliographiques. Il est recommandé d'utiliser les modèles {{Ouvrage}}, {{Chapitre}}, {{Article}}, {{Lien web}} et/ou {{Bibliographie}}. Le mode d'édition visuel peut mettre en forme automatiquement les références.
- Insérer une infobox (cadre d'informations à droite) n'est pas obligatoire pour parachever la mise en page.

Pour une aide détaillée, merci de consulter Aide:Wikification.
Si vous pensez que ces points ont été résolus, vous pouvez retirer ce bandeau et améliorer la mise en forme d'un autre article.
Pour les articles homonymes, voir Suttle.

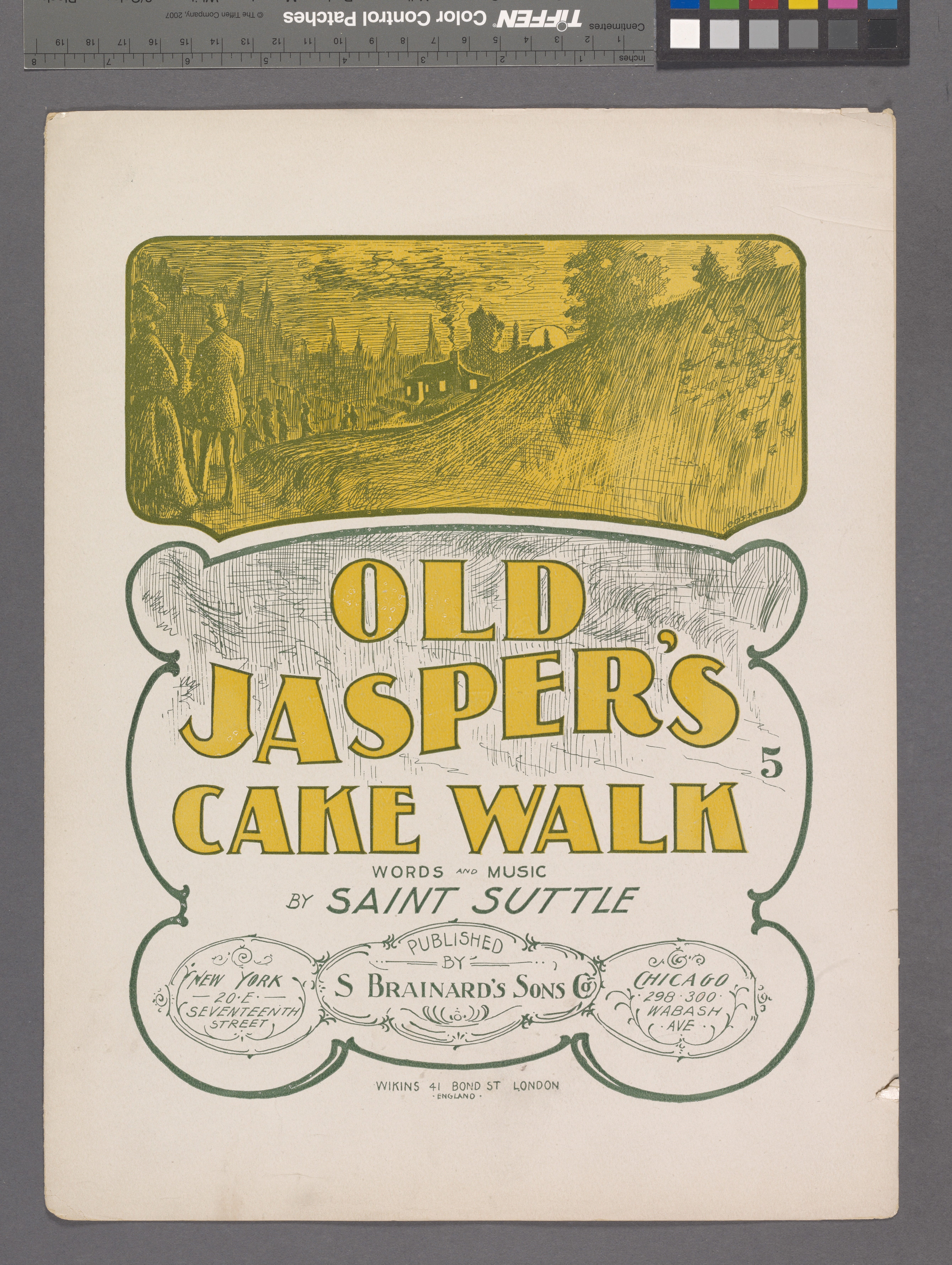
Partition de "Old Jasper's Cake Walk"

Saint Suttle, né en février 1870 dans le Kentucky et mort le 4 février 1932 dans l'Illinois, est un compositeur et artiste interprète américain. Connu principalement pour ses performances de cakewalk et en tant qu'artiste de vaudeville à Chicago,, il est un Afro-Américain qui fut un précurseur dans le monde du cinéma de la fin du XIXe siècle.

## Biographie
Suttle joue aux côtés de Gertie Brown dans le court métrage Something Good – Negro Kiss (1898), réalisé par William Selig,, où il embrasse et tient les mains de son acolyte. Il représente le premier baiser entre Noirs enregistré à l'écran,. Cet exemple d'intimité noire au cinéma constituait une représentation positive, défiante les stéréotypes déshumanisants fréquemment rencontrés dans les films de l'époque. En 2022, ce film a été inclus dans l'exposition Regénération : Black Cinema 1898 - 1971 au Academy Museum of Motion Pictures de Los Angeles. Cette exposition visait à mettre en lumière les contributions des artistes et cinéastes noirs depuis les débuts de l'industrie cinématographique américaine, défiant parfois les stéréotypes conventionnels.
Suttle et Brown figurent sur la couverture de la partition musicale de 1898 de "Shake Yo' Duster" de William H. Krell.

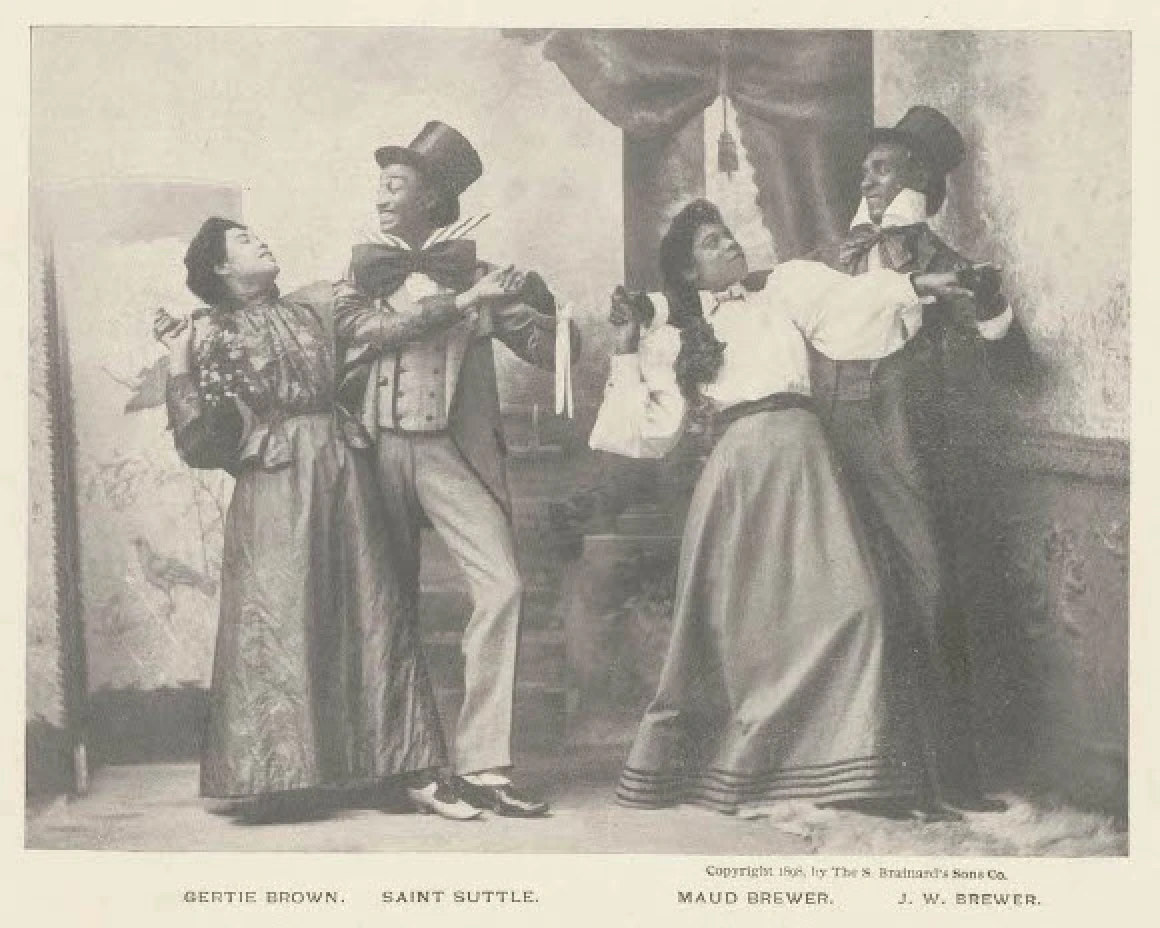
The Rag-Time Four

Suttle, Brown, John Brewster et Maud Brewster formaient un groupe connu sous le nom de "The Rag-Time Four", qui avait pour mission de populariser une variante de la danse cakewalk. En 1901, l'un des spectacles itinérants de Suttle s'intitulait Coontown 400. Il a également été impliqué dans des projets de construction de théâtre qui n'ont finalement pas abouti.

## Compositions musicales
- Old Jasper's Cake Walk publié par S. Brainard's Sons[10],[11]
- That Creole Gal of Mine publié par S. Brainard's Sons[11]
- She's Ready Money publié par Joseph Flannery, Milwaukee, Wisconsin[12]